# أليستير هنت
أليستير هنت (بالإنجليزية: Alistair Hunt)‏ هو لاعب كرة مضرب نيوزلندي، ولد في 11 نوفمبر 1972 في كرايستشرش في نيوزيلندا.

## وصلات خارجية
- أليستير هنت على موقع رابطة محترفي التنس (الإنجليزية)
- أليستير هنت على موقع الاتحاد الدولي لكرة المضرب (الإنجليزية)
- أليستير هنت على موقع كأس ديفيز (الإنجليزية)
- أليستير هنت على موقع خلاصة التنس.كوم (الإنجليزية)